# Chambois (Eure)
Pour les articles homonymes, voir Chambois.
Chambois est une commune nouvelle française, située dans le département de l'Eure en région Normandie. Elle est constituée le 1er janvier 2016, par la fusion des communes de Corneuil, Avrilly  et de Thomer-la-Sôgne.

## Géographie

### Localisation
|                                                           | Le Plessis-Grohan |                     |
| Sylvains-Lès-Moulins (comm. dél. de Sylvains-lès-Moulins) | Chambois          | Grossœuvre Jumelles |
|                                                           | Buis-sur-Damville | Chavigny-Bailleul   |

### Hydrographie
La commune est située dans le bassin Seine-Normandie. Elle est drainée par le fossé 01 de la Vallée Ruffin, le fossé 01 de la Mare Roseux, le fossé 01 des Hazards, le fossé 01 des Marnières, le fossé 01 du Perrey et le fossé 01 du Pré à Renard,,.

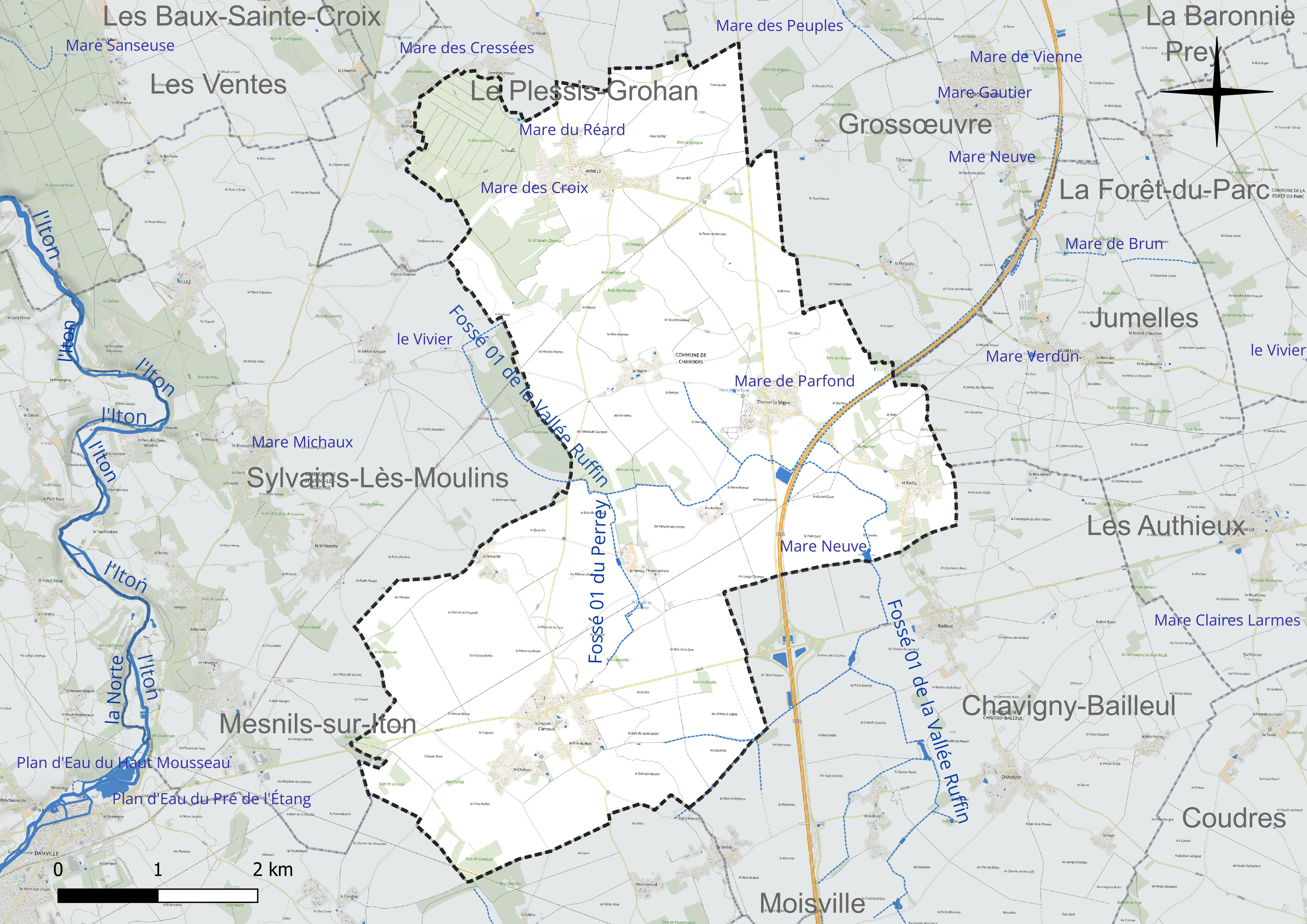
Réseau hydrographique de Chambois.

Cinq plans d'eau complètent le réseau hydrographique : la mare de la Durante (0,1 ha), la mare de Parfond (0,1 ha), la mare des Croix (0,1 ha), la mare du Réard (0,1 ha) et la mare Neuve (0,6 ha),.

### Climat
Pour des articles plus généraux, voir Climat de la Normandie et Climat de l'Eure.
En 2010, le climat de la commune est de type climat océanique dégradé des plaines du Centre et du Nord, selon une étude du CNRS s'appuyant sur une série de données couvrant la période 1971-2000. En 2020, Météo-France publie une typologie des climats de la France métropolitaine dans laquelle la commune est exposée à un climat océanique et est dans la région climatique  Sud-ouest du bassin Parisien, caractérisée par une faible pluviométrie, notamment au printemps (120 à 150 mm) et un hiver froid (3,5 °C). Parallèlement le GIEC normand, un groupe régional d’experts sur le climat, différencie quant à lui, dans une étude de 2020, trois grands types de climats pour la région Normandie, nuancés à une échelle plus fine par les facteurs géographiques locaux. La commune est, selon ce zonage, exposée à un « climat des plateaux abrités », correspondant aux plaines agricoles de l’Eure, avec une pluviométrie beaucoup plus faible que dans la plaine de Caen en raison du double effet d’abri provoqué par les collines du Bocage normand et par celles qui s’étendent sur un axe du Pays d'Auge au Perche.
Pour la période 1971-2000, la température annuelle moyenne est de 10,3 °C, avec  une amplitude thermique annuelle de 14 °C. Le cumul annuel moyen de précipitations est de 619 mm, avec 10,6 jours de précipitations en janvier et 8,2 jours en juillet. Pour la période 1991-2020, la température moyenne annuelle observée sur la station météorologique la plus proche, située sur la commune de Guichainville à 6 km à vol d'oiseau, est de 11,1 °C et le cumul annuel moyen de précipitations est de 659,6 mm,. Pour l'avenir, les paramètres climatiques de la commune estimés pour 2050 selon différents scénarios d’émission de gaz à effet de serre sont consultables sur un site dédié publié par Météo-France en novembre 2022.

## Urbanisme

### Typologie
Au 1er janvier 2024, Chambois est catégorisée commune rurale à habitat dispersé, selon la nouvelle grille communale de densité à 7 niveaux définie par l'Insee en 2022.
Elle est située hors unité urbaine. Par ailleurs la commune fait partie de l'aire d'attraction d'Évreux, dont elle est une commune de la couronne,. Cette aire, qui regroupe 108 communes, est catégorisée dans les aires de 50 000 à moins de 200 000 habitants,.

## Toponymie
Chambois est un néo-toponyme, sans tradition locale. Par contre, Chambois (Orne) est un toponyme historique.

## Histoire
Plusieurs communes émettent le souhait de se rassembler dans une commune nouvelle. Ce projet de création d'une commune nouvelle est approuvé par les conseils municipaux de trois communes :
- Avrilly
- Corneuil
- Thomer-la-Sôgne

L'arrêté préfectoral du 23 novembre 2015 a officiellement créé la nouvelle commune pour une mise en place le 1er janvier 2016.

## Politique et administration
| Période        | Période  | Identité       | Étiquette | Qualité     |
| -------------- | -------- | -------------- | --------- | ----------- |
| 8 janvier 2016 | En cours | Francis Flamen |           | agriculteur |

| Nom             | Code Insee | Intercommunalité           | Superficie (km2) | Population (dernière pop. légale) | Densité (hab./km2) |
| --------------- | ---------- | -------------------------- | ---------------- | --------------------------------- | ------------------ |
| Avrilly (siège) | 27032      | Interco Normandie Sud Eure | 7,19             | 1 318 (2014)                      | 183                |
| Corneuil        | 27172      | Interco Normandie Sud Eure | 11,31            | 551 (2013)                        | 49                 |
| Thomer-la-Sôgne | 27634      | Interco Normandie Sud Eure | 9,10             | 327 (2013)                        | 36                 |

## Héraldique
| Blason de Chambois | Blason  | Écartelé en sautoir: au 1er de gueules à deux léopards d'or, armés et lampassés d'azur, l'un au-dessus de l'autre, au 2e de sinople à la tour d'argent maçonnée de sable, au 3e de sinople au livre couché en bande d'argent brochant sur un couteau du même posé en pal, au 4e d'or à trois tourteaux de gueules; au sautoir estré d'argent brochant sur la partition; à la fleur de lin au naturel brochant sur le tout en abîme. |
| Blason de Chambois | Détails | Les deux léopards d'or des armoiries de Chambois rappellent les armoiries de la Normandie. Adopté le 7 mai 2021. |

### Explications du blasonnement
Le choix pour les couleurs se décline ainsi : or (jaune) pour les champs, sinople (vert) pour les bois, sans oublier le gueules (rouge) de la Normandie.
La croix du martyr de St-André sert comme base pour organiser l'écu.
La Normandie occupe la place d'honneur en haut des armoiries.
Pour représenter Avrilly et son château fort médiéval, une tour.
Pour représenter Thomer-la-Sôgne, le livre et le couteau, qui sont les attributs de Barthélémy, saint patron de l'église.
Pour représenter Corneuil, trois tourteaux de la famille du nom du village.
Et pour évoquer l'agriculture, le blason affiche au centre la fleur de lin.